# Psectrosciara stonei
Psectrosciara stonei är en tvåvingeart som beskrevs av Cook 1958. Psectrosciara stonei ingår i släktet Psectrosciara och familjen dyngmyggor.
Artens utbredningsområde är Texas. Inga underarter finns listade i Catalogue of Life.